# Comuna Olesîne, Kozova
Olesîne (în ucraineană Олесине) este o comună în raionul Kozova, regiunea Ternopil, Ucraina, formată din satele Olesîne (reședința) și Urîtva.

## Demografie
Componența lingvistică a comunei Olesîne
     Ucraineană (99,73%)
     Alte limbi (0,27%)
Conform recensământului din 2001, majoritatea populației comunei Olesîne era vorbitoare de ucraineană (99,73%), existând în minoritate și vorbitori de alte limbi.